# Anthelme Richerand
Pour les articles homonymes, voir Richerand.
Anthelme Louis Claude Marie Richerand (connu également sous les prénoms d'Anthelme-Balthasar), né le 4 février 1779 à Belley et mort le 23 janvier 1840 à Paris, est un chirurgien et physiologiste français, membre de l’Académie de médecine.

## Biographie
Le père d’Anthelme-Balthasar Richerand était notaire et il avait lui-même succédé à quatre générations de notaires : il mourut prématurément alors que le jeune Anthelme était encore au berceau ; après quelques années de veuvage, sa mère se remaria.
Après des études au collège de Belley, où il fut le condisciple de Joseph Récamier, il gagna Paris pour entrer à l’École de Santé de Paris, créée depuis 1794 par la Convention nationale ; il se distingua bientôt parmi les nouveaux élèves par son talent de rédacteur et l’à-propos de ses remarques ; il rédigea d’ailleurs un opuscule intitulé Analyses raisonnées des leçons de ses maîtres.
Pour subvenir à ses besoins, il se fit professeur d’anatomie et de physiologie et il put, de la sorte, se passer de l’aide de sa famille ; il soutint sa thèse de doctorat en médecine, le 2 août 1799.
Ayant échappé à son incorporation grâce à l’appui d’amis influents, il publia en l’an IX, à 22 ans, Les Nouveaux Éléments de physiologie, ouvrage qui eut dix éditions et fut traduit en plusieurs langues. Les élèves de Bichat, récemment décédé, critiquèrent sévèrement le traité de Richerand, simplement parce que ce dernier avait injustement mis en cause le Traité des Membranes de Bichat. Cet ouvrage eut un énorme succès auprès des étudiants et des praticiens.
Le 28 frimaire de l’an IX, Richerand était nommé chirurgien adjoint de l’hospice du nord (aujourd’hui Hôpital Saint-Louis), puis, l’année suivante, chirurgien de seconde classe.
Entre 1805 et 1806, il fit paraître la première édition de sa Nosographie chirurgicale : dans cet ouvrage, il luttait avec violence pour établir la prépondérance de la chirurgie sur la médecine.
Le 24 juillet 1806, il est nommé chirurgien major de la Garde de Paris, puis, par décret impérial, en 1807, titulaire de la chaire de pathologie chirurgicale. Plus préoccupé, à cette époque de sa vie, de sa carrière professionnelle que des événements politiques, il se lia néanmoins d’amitié avec Cabanis et fréquenta avec lui la Société d'Auteuil.

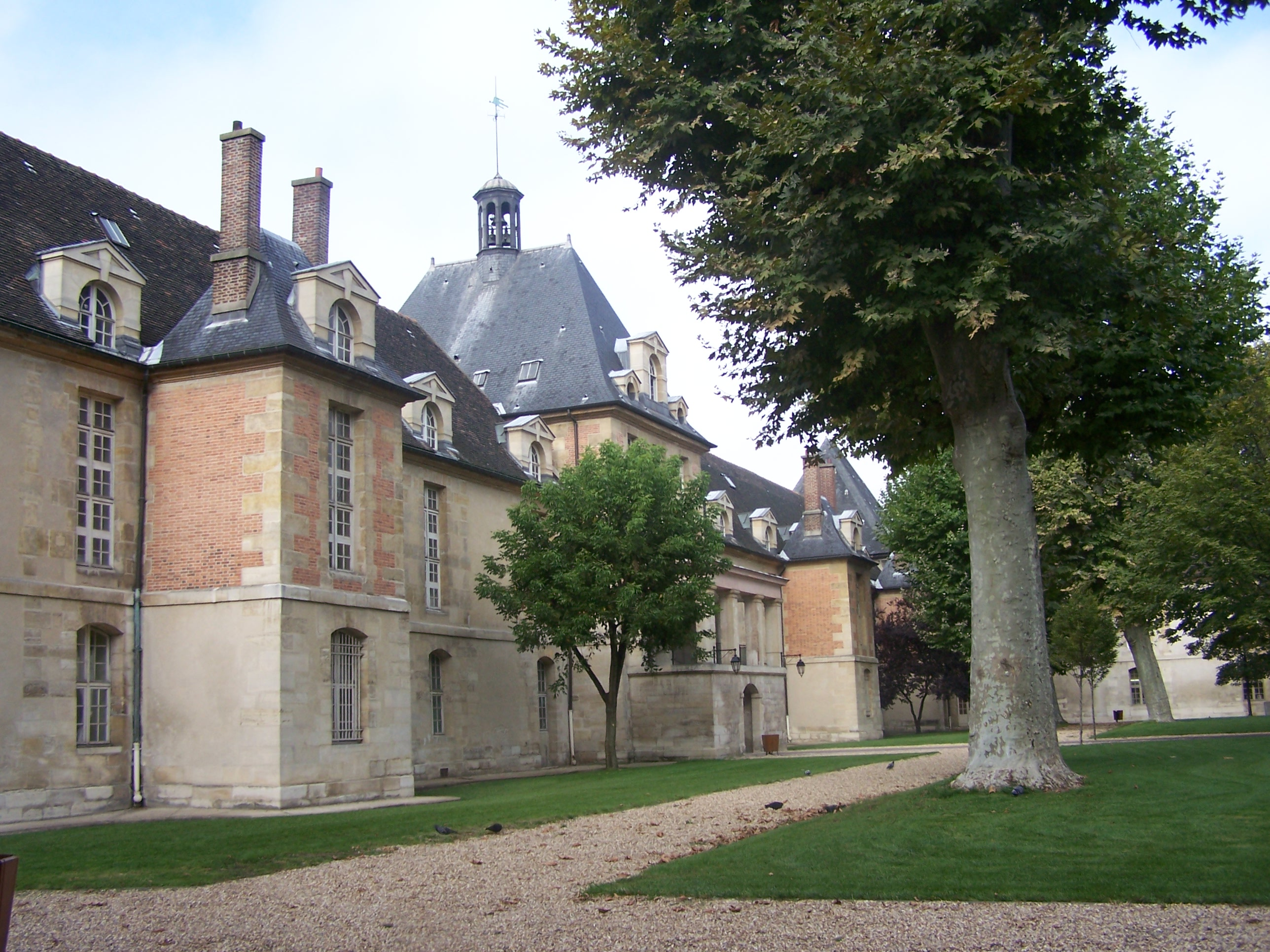
Hôpital Saint-Louis, vue intérieure côté sud

À la chute de l’Empire en 1814, l’hôpital Saint-Louis fut converti en une vaste ambulance et Richerand soigna, avec énormément de dévouement les blessés français et étrangers décimés par une épidémie de typhus ; il en fut récompensé par des Lettres de noblesse, le 16 février 1815, sous le règne de Louis XVIII ; il avait été fait chevalier de la Légion d'honneur, en août 1814.
Entre 1815 et 1820, Richerand publia un certain nombre de travaux qui contribuèrent à sa réputation, de sorte qu’en 1820, il fut désigné comme membre titulaire de l’Académie nationale de médecine, dans la section chirurgie.
En 1825, il prit l’initiative d’une « Histoire des progrès récents de la chirurgie », dans laquelle il eut le tort de livrer des attaques contre de nombreux chirurgiens français et spécialement contre Guillaume Dupuytren, qui occupait alors une place prééminente. La lutte se poursuivit à l’Académie et même à la Faculté de médecine jusqu’à l’invective, ce qui choqua la communauté médicale. À cela, s’ajouta sa prise de position enthousiaste en faveur de l’Angleterre et de ses savants, ce qui acheva de le déconsidérer aux yeux de ses confrères, mais également de l’opinion publique.
Chirurgien consultant des rois Louis XVIII puis Charles X, avec Alexis Boyer, il est fait Baron par ordonnance royale du 29 octobre 1829 ; il se détourna de l’exercice de sa profession pour se cantonner dans des études littéraires : il vivait la plus grande partie de l’année à sa campagne de Villecresnes et y recevait quelques membres de l’Académie française.

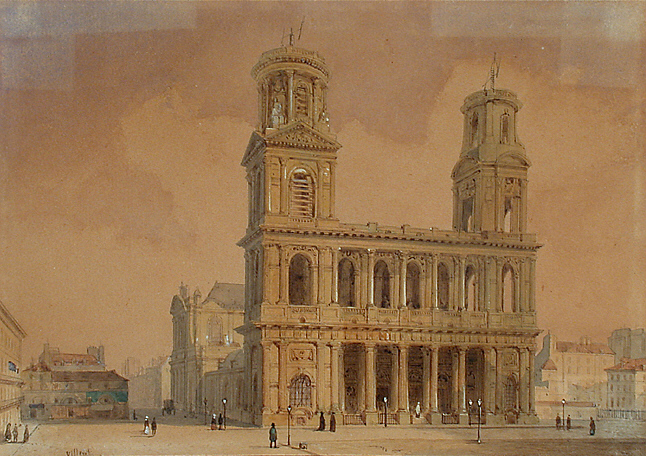
L'église Saint-Sulpice, milieu du XIX

À sa mort, en 1840, ses obsèques eurent lieu à Saint-Sulpice et il fut inhumé à Villecresnes ; selon son désir, aucun discours ne fut prononcé.
Marié à Élisabeth Martin de Gibergues, il eut une fille, Marie-Anthelmine, mariée à Eugène Cauchy, frère cadet du célèbre mathématicien Augustin Cauchy, et deux fils, Wladimir et Sosthène. Ce dernier fut maire de Villecresnes entre 1871 et 1912.
Joseph-Henri Réveillé-Parise (1782-1852) qui l’a bien connu en tant que membre de l’Académie de médecine a un jugement sans nuance : « Doué pour arriver à la célébrité, il a été arrêté de bonne heure par la jalousie vis a vis des chirurgiens occupant le premier rang de la scène scientifique : il n’a recueilli que la mélancolie, le pessimisme et le découragement auxquels on peut attribuer les sentiments peu honorables qu’il a professé sur son pays ; s’il fut un opérateur habile, il ne put jamais atteindre à la grande notoriété chirurgicale. »
Reconnaissons lui au moins une grande habileté comme écrivain et finalement d’avoir été plus un vulgarisateur qu’un novateur.

## Hommages

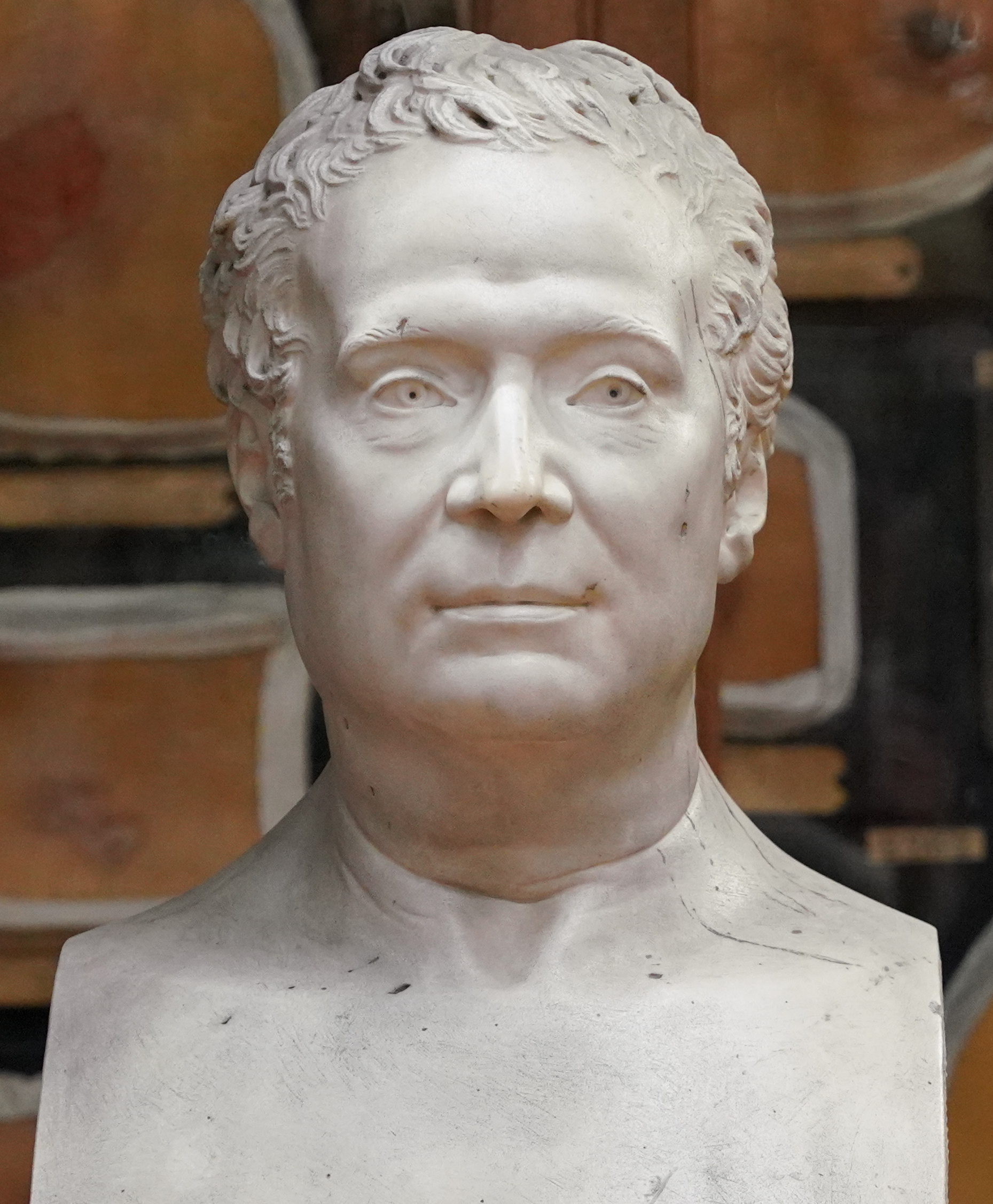
Son buste au Musée des Moulages.

Une avenue de Paris, dans le quartier de l’Hôpital Saint-Louis, porte son nom depuis 1851.
Un boulevard et une impasse de la commune de Villecresnes portent également le nom de Richerand.

## Œuvres et publications
- Ambroise Paré, le Plutarque français, [s.n.], 1815-1825, lire en ligne sur Gallica.
- Dissertation anatomico-chirurgicale sur les fractures du col du fémur, Crapelet (Paris), 1799, Texte intégral.
- Nouveaux élémens de physiologie, Paris, (1801).
- Nouveaux élémens de physiologie, (1802), Texte intégral de la treizième édition, H. Dumont, Bruxelles, rééd. 1837.
- Nosographie chirurgicale, Crapart, Caille et Ravier (Paris), 1805, (2 vol.).
- Des Erreurs populaires relatives à la médecine, Impr. de Crapelet (Paris), 1810, Texte intégral de la deuxième édition de 1812.
- Nosographie chirurgicale, ou nouveaux élémens de pathologie, Caille & Ravier, Paris, 1815 , Texte intégral de la quatrième édition du tome quatrième.
- Des erreurs populaires à la médecine (1809), Caille & Ravier, Paris, deuxième édition 1815, Texte intégral.
- De l'enseignement actuel de la médecine et de la chirurgie (1816).
- Histoire d'une résection des côtes et de la plèvre, [Thèse], Caille et Ravier (Paris) , 1818.
- Histoire des progrès récens de la chirurgie , Béchet jeune (Paris), 1825, lire en ligne sur Gallica et C.J. De Mat fils et H. Remy (Bruxelles), 1825, Texte intégral.
- «Des officiers de santé et des jurys médicaux», 1834. [Compte-rendu anonyme dans: La Gazette médicale, tome 2, 2e série, 5, 1834, p. 66-69 Texte intégral.
- De la population dans ses rapports avec la nature des gouvernements (1837).

En collaboration
- Lec̜ons sur les maladies des os, [rédigées en un traité complet de ces maladies par Anth. Richerand], avec Alexis Boyer, Mignerat (Paris) , 1803.
- Histoire d'une résection des côtes et de la plèvre, avec Joseph François Louis Deschamps, Caille et Ravier (Paris), 1818.